# Quận Pierce, Nebraska
Quận Pierce là một quận thuộc tiểu bang Nebraska, Hoa Kỳ.
Quận này được đặt tên theo Tổng thống Franklin Pierce. Theo điều tra dân số của Cục điều tra dân số Hoa Kỳ năm 2010, quận có dân số 7266 người. Quận lỵ đóng ở Pierce.

## Địa lý
Theo Cục điều tra dân số Hoa Kỳ, quận có diện tích 1490 km2, trong đó có 3,4 km2 là diện tích mặt nước.